# Frankenstein (téléfilm, 1992)
Pour les articles homonymes, voir Frankenstein.
Pour plus de détails, voir Fiche technique et Distribution.
Frankenstein est un téléfilm britannique, diffusé pour la première fois en 1992.

## Synopsis
Un scientifique aurait bien une créature artificielle.

## Fiche technique
- Titre : Frankenstein
- Réalisation : David Wickes
- Scénario : David Wickes d'après Mary Shelley
- Pays d'origine : Royaume-Uni
- Format : Couleurs - 1,33:1
- Genre : horreur
- Date de première diffusion : 1992

## Distribution
- Patrick Bergin : Victor Frankenstein
- Randy Quaid : Monstre de Frankenstein
- John Mills : De Lacey
- Lambert Wilson : Clerval
- Fiona Gillies : Elizabeth
- Jacinta Mulcahy : Justine
- Ronald Leigh-Hunt : Alphonse
- Timothy Stark : William
- Vernon Dobtcheff : Chancellor
- Michael Gothard : Boatswain